# Esmeralda Barros
Esmeralda Barros (Ilhéus, 4 settembre 1945 – Rio de Janeiro, 10 ottobre 2019) è stata un'attrice brasiliana.

## Biografia
Nel 1964, dopo essersi classificata seconda in un concorso di bellezza in Brasile, iniziò a ricevere offerte per recitare in film del suo Paese e successivamente in Italia dove si trasferì nel 1966 recitandovi in diverse pellicole di genere western ed horror.
Fu sulla copertina della rivista Playboy nel luglio 1976.
Nel 1977 fu una delle interpreti del film erotico Le porno detenute.

## Filmografia parziale

### Cinema
- História de um Crápula, regia di Jece Valadão (1965)
- Se tutte le donne del mondo... (Operazione Paradiso) (1966)
- Duello nel mondo (1966)
- Chiedi perdono a Dio... non a me (1968)
- Eva la Venere selvaggia (1968)
- Viagem o Fim do Mundo (1968)
- W Django! (1971)
- Anche per Django le carogne hanno un prezzo (1971)
- Quelle sporche anime dannate, regia di Luigi Batzella (1971)
- Il plenilunio delle vergini (1972)
- La colt era il suo Dio (1972)
- Finalmente... le mille e una notte (1972)
- Le porno detenute (Presídio de Mulheres Violentadas), regia di Luiz Castellini e Antonio Polo Galante (1977)
- Ben dotato, regia di José Miziara (1978)
- O Castelo das Taras (1982)

### Televisione
- Uma Esperança no Ar, telenovela (1985)
- Plantão de Polícia, telefilm (1979)
- Os Miseráveis, telenovela (1967)
- Eu Compro Esta Mulher, telenovela (1966)